# 르블랑메닐

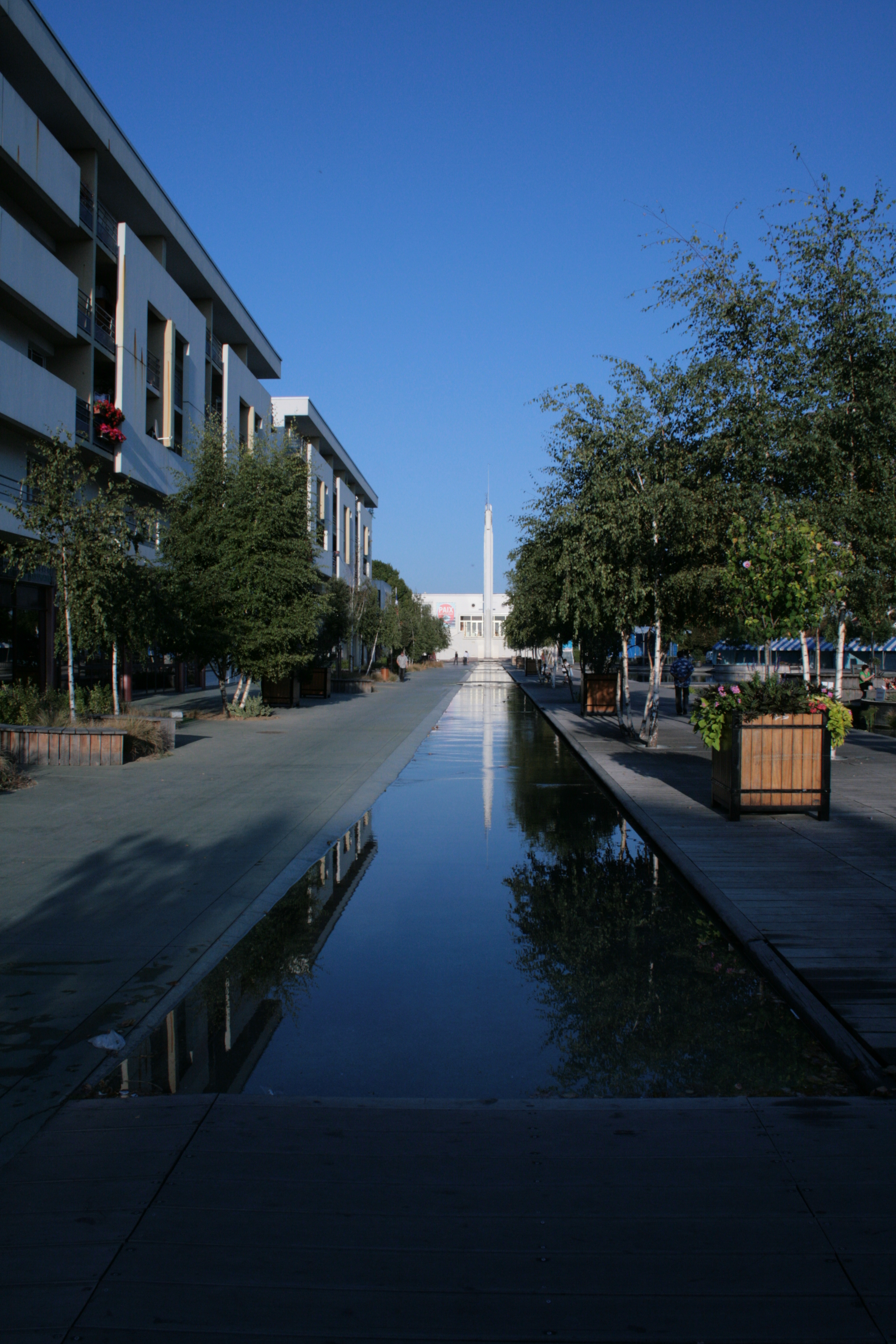
르블랑메닐 시청에서 본 시가지의 모습

르블랑메닐(프랑스어: Le Blanc-Mesnil)은 프랑스 일드프랑스 센생드니주에 위치한 코뮌으로 면적은 8.05km2, 인구는 51,438명(2010년 기준), 인구 밀도는 6,400명/km2이다.
11세기 문헌에서 '망시오닐 블라운'(Mansionile Blaun)이라는 이름으로 등장했으며 코뮌 이름은 프랑스어로 "하얀 집"을 뜻한다. 지명 유래에 대해서는 2가지 가설이 전하고 있는데 마을 안에 석회암으로 지은 집들이 있었기 때문에 붙여졌다는 가설, 마을 안에 제분을 하는 물레방아 근처에 세워진 집들이 흩날리는 하얀 가루에 뒤덮였기 때문에 붙여졌다는 가설이 전한다.
파리 교외 북동부에 위치하며 파리 도심에서 12.6km 정도 떨어진 곳에 위치한다. 파리 샤를 드 골 공항과 파리 르부르제 공항 사이에 위치하고 있고 고속 교외 철도가 이 곳을 지나간다. 프랑스 고속도로(오토루트) 1호선(A1), 3호선(A3)이 합류하는 곳이기도 하다.

시 문장

## 인구
| 연도 | 인구 | ±% p.a. |
| ---- | ---- | ------- |
| 1793 | 120  | —       |
| 1800 | 63   | −8.79%  |
| 1806 | 83   | +4.70%  |
| 1821 | 81   | −0.16%  |
| 1831 | 96   | +1.71%  |
| 1836 | 109  | +2.57%  |
| 1841 | 95   | −2.71%  |
| 1846 | 128  | +6.14%  |
| 1851 | 119  | −1.45%  |
| 1856 | 109  | −1.74%  |
| 1861 | 105  | −0.74%  |
| 1866 | 138  | +5.62%  |
| 1872 | 128  | −1.25%  |
| 1876 | 156  | +5.07%  |
| 1881 | 166  | +1.25%  |
| 1886 | 170  | +0.48%  |
| 1891 | 165  | −0.60%  |
| 1896 | 170  | +0.60%  |

| 연도 | 인구   | ±% p.a. |
| ---- | ------ | ------- |
| 1901 | 213    | +4.61%  |
| 1906 | 978    | +35.64% |
| 1911 | 1,770  | +12.60% |
| 1921 | 3,932  | +8.31%  |
| 1926 | 10,688 | +22.14% |
| 1931 | 19,343 | +12.60% |
| 1936 | 21,660 | +2.29%  |
| 1946 | 18,277 | −1.68%  |
| 1954 | 25,363 | +4.18%  |
| 1962 | 35,708 | +4.37%  |
| 1968 | 48,487 | +5.23%  |
| 1975 | 49,107 | +0.18%  |
| 1982 | 47,037 | −0.61%  |
| 1990 | 46,956 | −0.02%  |
| 1999 | 46,936 | −0.00%  |
| 2007 | 50,910 | +1.02%  |
| 2012 | 52,213 | +0.51%  |
| 2017 | 56,783 | +1.69%  |

|  | 기술적 문제로 인해 그래프를 일시적으로 사용할 수 없습니다. 파브리케이터와 미디어위키 위키에 더 자세한 정보가 있습니다. |

## 같이 보기
- 센생드니주의 코뮌 목록